# Nhật thực 22 tháng 7, 2009
Nhật thực 22 tháng 7 năm 2009 là nhật thực toàn phần dài nhất thế kỷ 21 với thời gian kéo dài tối đa lên đến 6 phút 39 giây Sự kiện này đã gây sự chú ý cho các du khách ở phía đông Trung Quốc, Nepal và Ấn Độ. Đây là lần thứ hai trong số ba lần thiên thực diễn ra trong một tháng với hai lần nguyệt thực vùng nửa tối ngày 7 tháng 7 và 6 tháng 8. Nhật thực gần nhất trước đó diễn ra vào ngày 26 tháng 1 năm 2009; lần gần nhất tiếp theo vào ngày 15 tháng 1 năm 2010, cả hai đều là nhật thực hình khuyên.

## Vùng quan sát

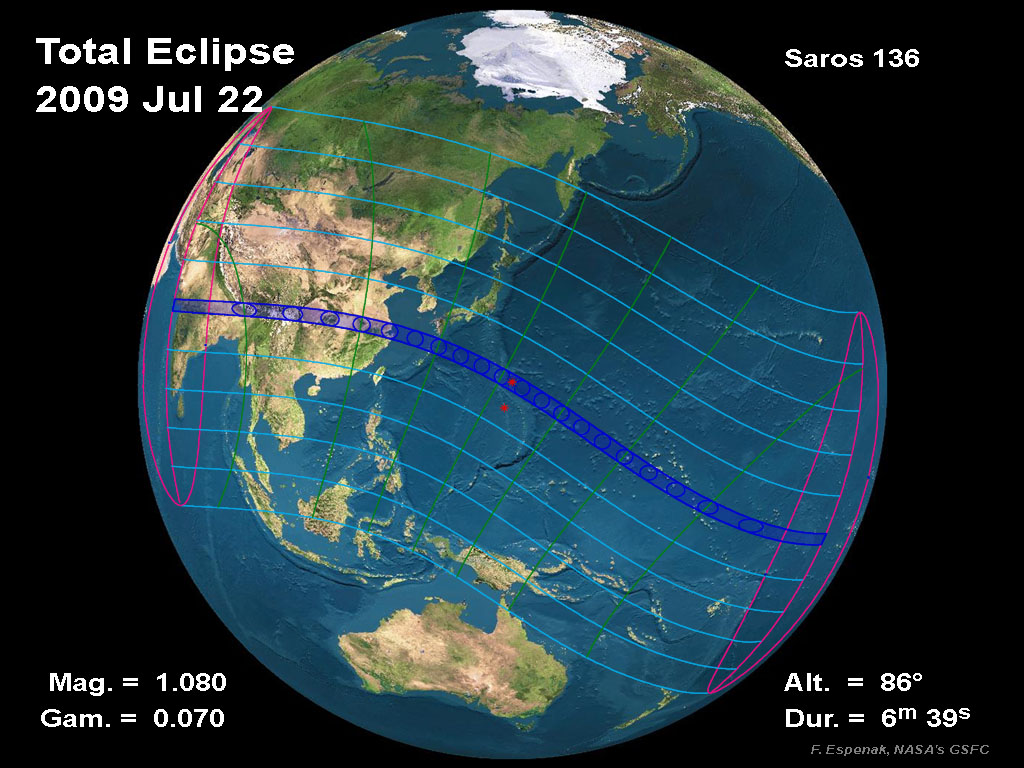
Đường đi của bóng Mặt Trăng.

Nhật thực có thể được quan sát ở dải hẹp qua phía bắc Ấn Độ, đông Nepal, bắc Bangladesh, Bhutan, đỉnh phía bắc của Myanmar, trung tâm Trung Quốc và Thái Bình Dương, gồm quần đảo Ryukyu, quần đảo Marshall và Kiribati. Nhật thực toàn phần có thể được nhìn thấy từ nhiều thành phố như Surat, Varanasi, Patna, Thimphu, Thành Đô, Trùng Khánh, Vũ Hán, Hàng Châu, Thượng Hải, cũng như trên Đập Tam Hiệp. Nhật thực một phần có thể được quan sát trong pham vi rộng hơn, bao gồm phần lớn Đông Nam Á và đông bắc châu Đại Dương.
Từ Việt Nam không thể quan sát nhật thực toàn phần, độ che khuất tối đa lên đến 75,8% có thể nhìn thấy từ Hà Giang. Theo tính toán, ở Hà Nội, độ che khuất tối đa là 67,5% diễn ra vào lúc 8 giờ 11 phút 55 giây (giờ địa phương). Càng về phía nam, độ che khuất càng nhỏ; ở Thành phố Hồ Chí Minh, độ che khuất tối đa là 27,4% diễn ra vào lúc 8 giờ 13 phút 09 giây (giờ địa phương).

## Quan sát và nghiên cứu

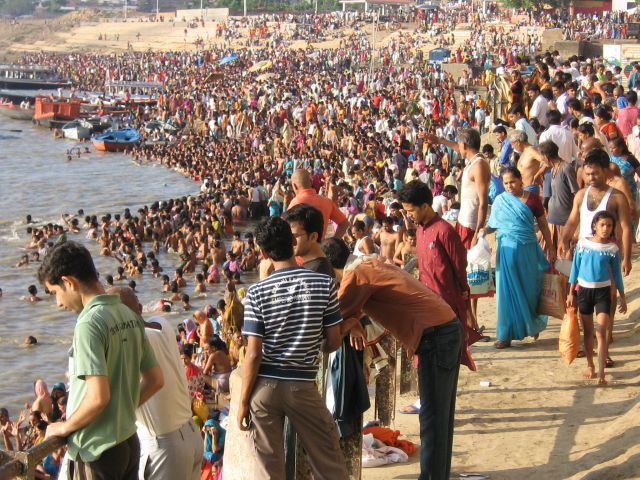
Nhiều người tập trung quan sát nhật thực tại Varanasi, Ấn Độ.

Các nhà khoa học Ấn Độ vào ngày này đã được quan sát hiện tượng nhật thực từ trên các máy bay quân sự. Các máy bay quân sự này được sử dụng để giúp hoạt động nghiên cứu của các nhà khoa học không bị gây trở ngại bởi mây mù. Ở Nhật Bản, người dân háo hức chờ đợi sự kiện này, bởi đây là lần đầu tiên sau 46 năm mới lại có nhật thực toàn phần xảy ra ở Nhật Bản, tuy nhiên bầu trời đầy mây đã làm cho hoạt động quan sát trở nên rất khó khăn. Chính phủ Trung Quốc thì nhân cơ hội này để giáo dục kiến thức khoa học và loại bỏ các quan điểm mê tín. Tại Việt Nam, hoạt động quan sát cũng được tổ chức tại nhiều nơi như phòng Thiên văn, khoa Vật lý, đại học Sư phạm Hà Nội; nhà Thiếu nhi, thành phố Hồ Chí Minh; bãi biển Phạm Văn Đồng, Đà Nẵng.

## Diễn biến
Nhật thực lần này là nhật thực dài nhất trong thế kỉ 21 và không có lần nào dài hơn cho đến ngày 13 tháng 6, 2132. Thời gian xảy ra nhật thực toàn phần lên đến là 6 phút 39 giây, mặt trời bị che khuất tối đa được quan sát từ Thái Bình Dương vào 02:35:21 UTC, khoảng 100 km về phía Nam quần đảo Bonin, phía đông nam Nhật Bản. Đảo Bắc Iwo Jima là vùng đất không có người sinh sống quan sát được gần nhất nhật thực tối đa, và Akusekijima là nơi có người sinh sống có thể quan sát nhật thực được lâu nhất với 6 phút 26 giây.
Nhật thực này diễn ra theo chu kì Saros 136, giống lần nhật thực kỷ lục kéo dài 6 phút 53 giây ngày 11 tháng 1, 1991. Sự kiện tiếp theo của chu kì này sẽ diễn ra vào ngày 2 tháng 8, 2027. Điều đặc biệt là Mặt Trăng di chuyển gần cận điểm trong quỹ đạo quay quanh Trái Đất với đường kính biểu kiến lớn hơn 8% so với Mặt Trời (độ che khuất 1,080) và Trái Đất gần viễn điểm trong quỹ đạo quay quanh Mặt Trời, nơi nhìn thấy Mặt Trời hơi nhỏ hơn.
Ngược lại, trong nhật thực hình khuyên ngày 26 tháng 1 năm 2009 diễn ra khi Mặt Trăng gần viễn điểm và đường kính biểu kiến nhỏ hơn 7% so với Mặt Trời. Tiếp theo nhật thực ngày 15 tháng 1 năm 2010 cũng sẽ là nhật thực hình khuyên với đường kính biểu kiến của Mặt Trăng nhỏ hơn 8,1% so với Mặt Trời.

## Hình ảnh

### Toàn phần

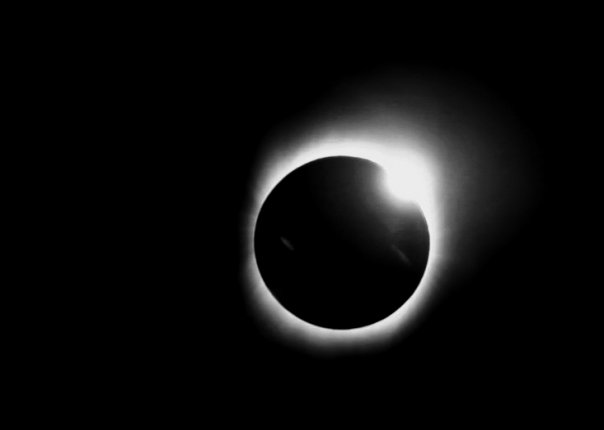
Nhật thực toàn phần với vành nhật hoa quan sát tại Kurigram, Bangladesh
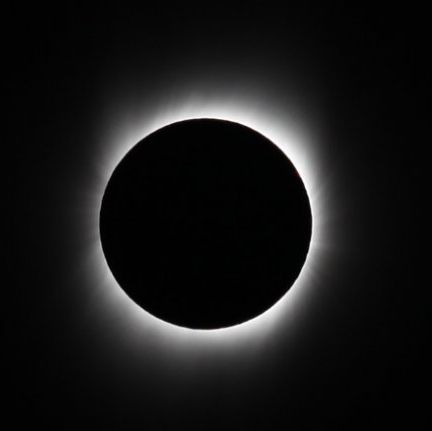
Nhật thực toàn phần với vành nhật hoa quan sát tại Kurigram, Bangladesh

### Một phần

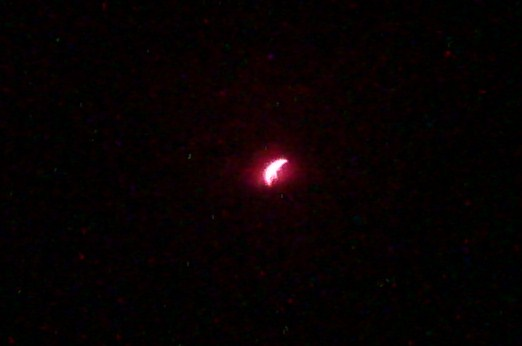
Nhật thực một phần tại New Delhi, Ấn Độ
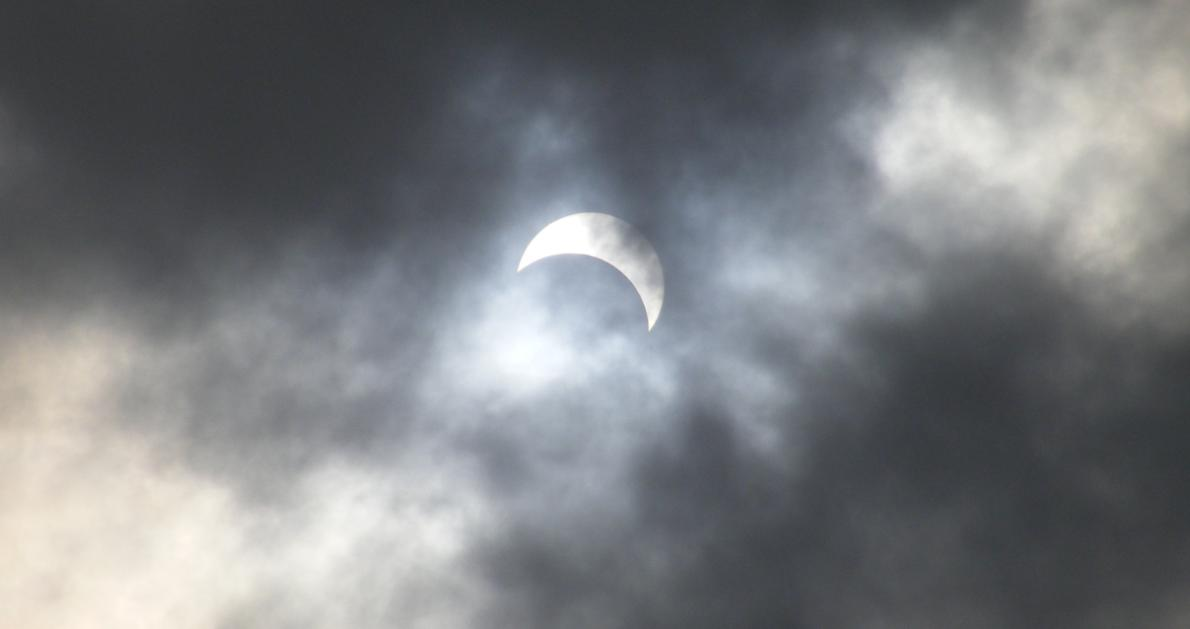
Nhật thực một phần tại Kolkata, Ấn Độ
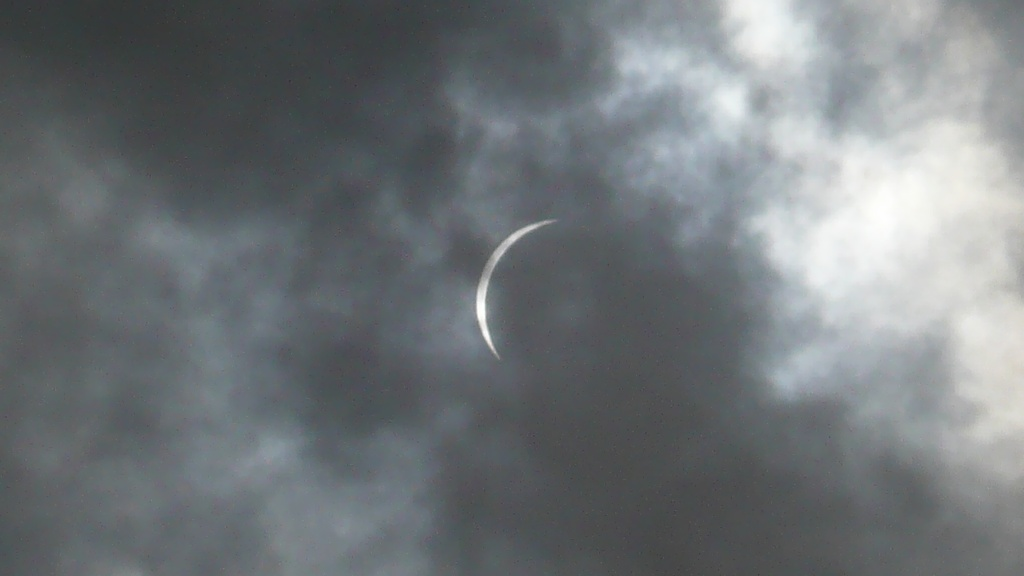
Nhật thực một phần tại Miyazaki, Nhật Bản
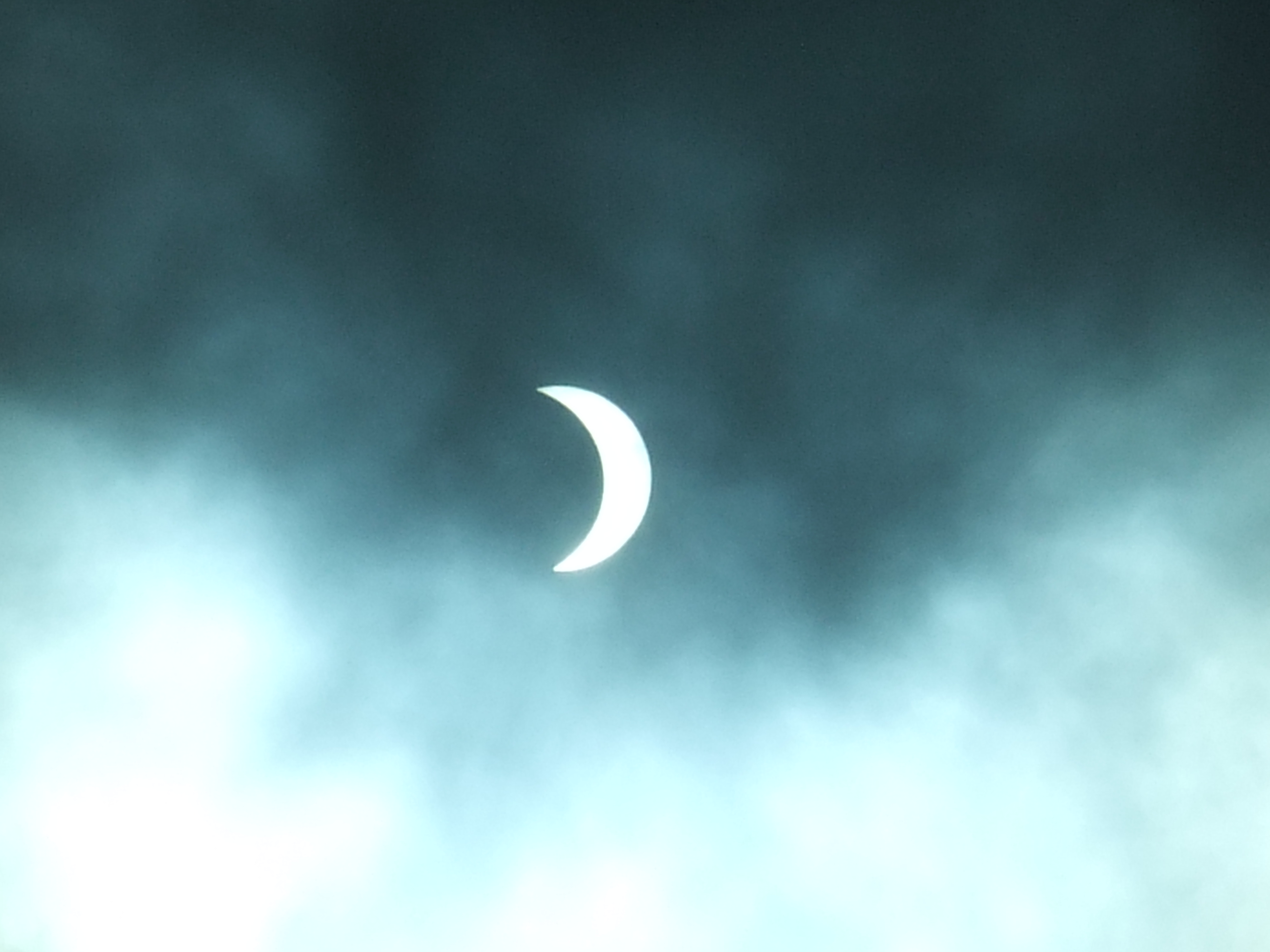
Nhật thực một phần tại Hồng Kông
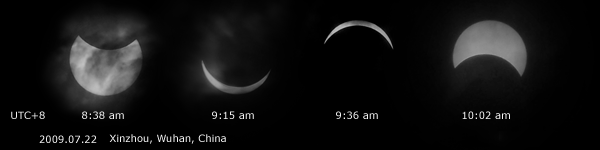
Nhật thực một phần tại Vũ Hán, Trung Quốc
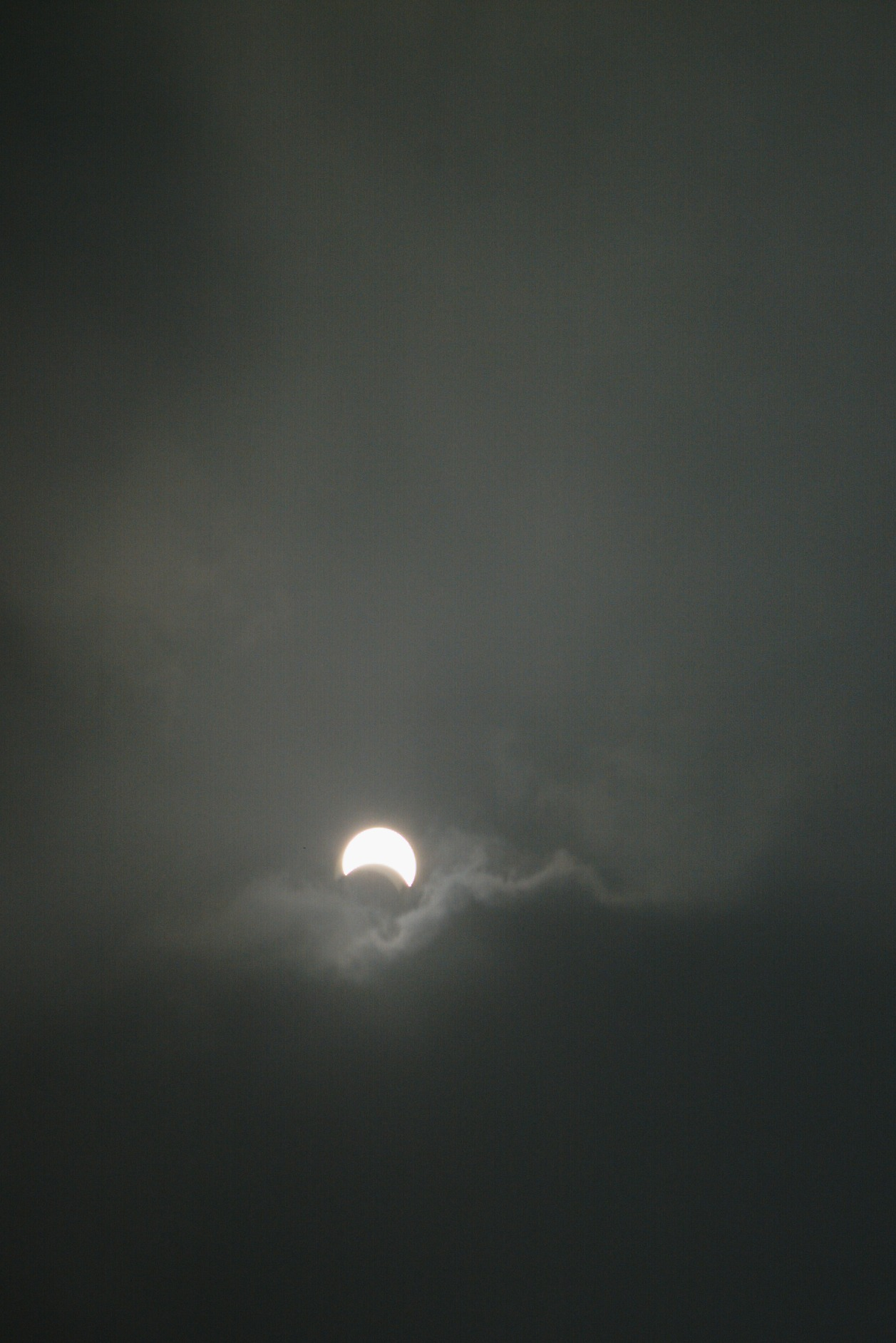
Nhật thực một phần tại Bắc Kinh, Trung Quốc
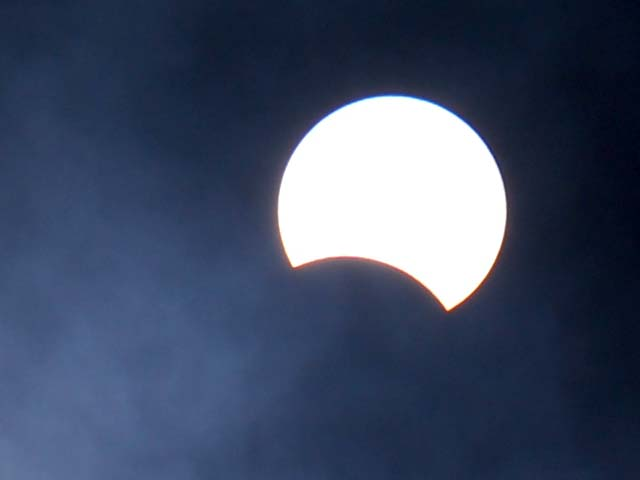
Nhật thực một phần tại Quezon, Philippines
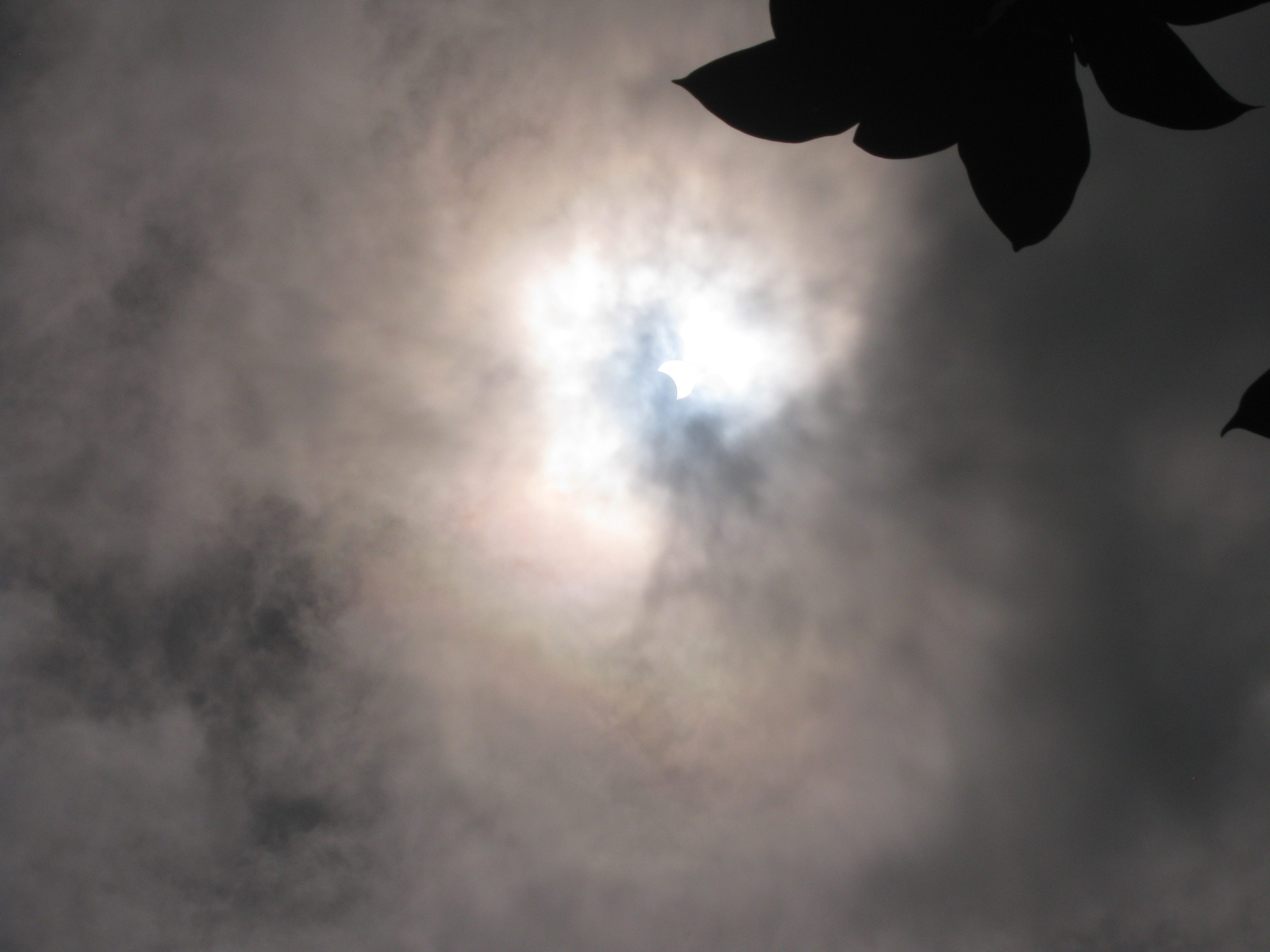
Nhật thực một phần tại Zambales, Philippines
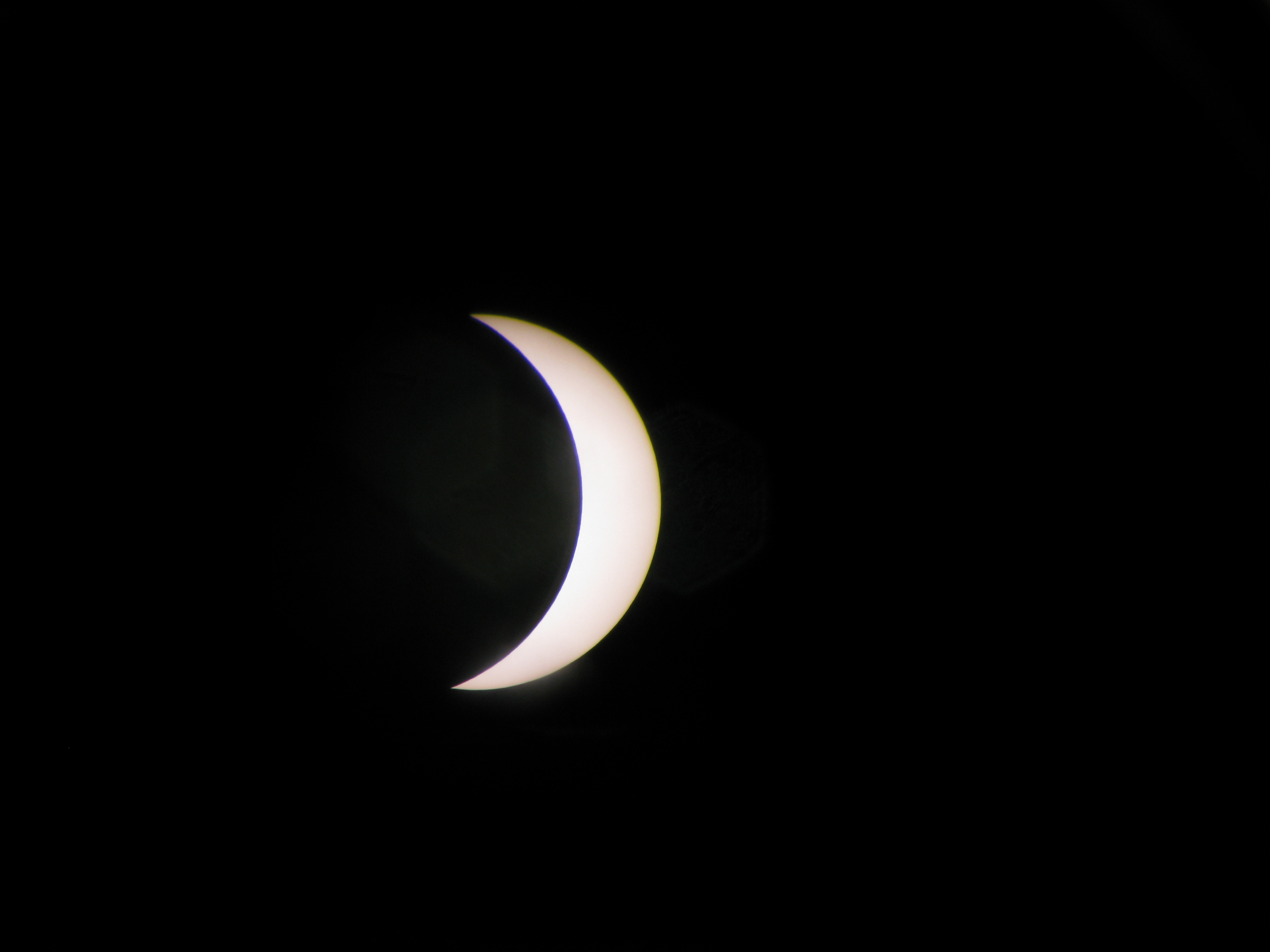
Nhật thực một phần tại Incheon, Hàn Quốc
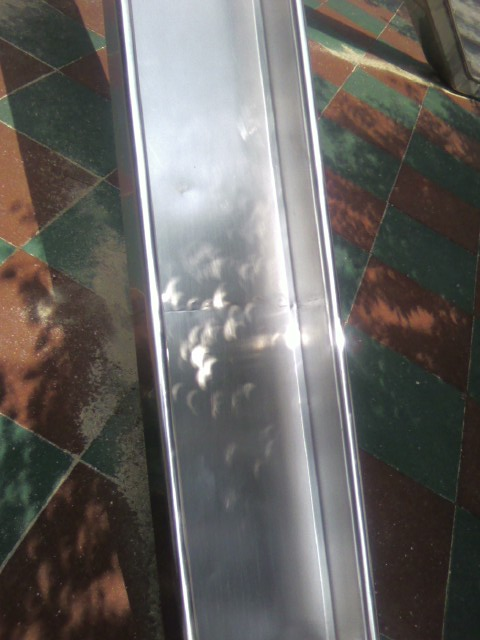
Hình ảnh Mặt Trời trong nhật thực một phần xuyên qua các khe lá tại Hàn Quốc

### Từ quỹ đạo

Đường đi của bóng Mặt Trăng.
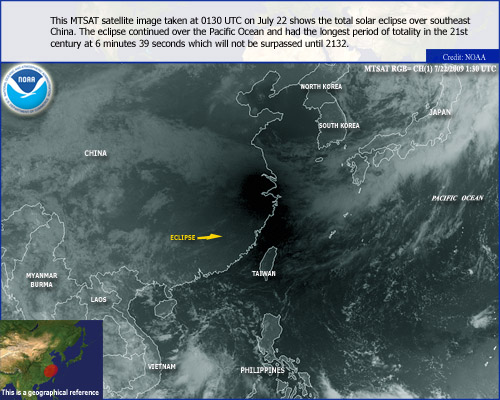
Ảnh nhật thực qua đông nam Trung Quốc từ vệ tinh MTSAT.